# Нью-Касл (парафія, Нью-Брансвік)
Нью-Касл (англ. Newcastle) — парафія в Канаді, у провінції Нью-Брансвік, у складі графства Нортамберленд.

## Населення
За даними перепису 2016 року, парафія нараховувала 1136 осіб, показавши скорочення на 6,9%, порівняно з 2011-м роком. Середня густина населення становила 2 осіб/км².
З офіційних мов обидвома одночасно володіли 470 жителів, тільки англійською — 650, тільки французькою — 15. Усього 15 осіб вважали рідною мовою не одну з офіційних.
Працездатне населення становило 67,2% усього населення, рівень безробіття — 18,9% (28,4% серед чоловіків та 6,7% серед жінок). 91,3% осіб були найманими працівниками, а 5,5% — самозайнятими.
Середній дохід на особу становив $37 505 (медіана $29 376), при цьому для чоловіків — $47 355, а для жінок $28 244 (медіани — $34 202 та $23 680 відповідно).
38,6% мешканців мали закінчену шкільну освіту, не мали закінченої шкільної освіти — 25,4%, 35,4% мали післяшкільну освіту, з яких 17,9% мали диплом бакалавра, або вищий.
| Статево-вікова структура населення | Статево-вікова структура населення | Статево-вікова структура населення | Статево-вікова структура населення | Статево-вікова структура населення |
| ---------------------------------- | ---------------------------------- | ---------------------------------- | ---------------------------------- | ---------------------------------- |
|                                    |                                    |                                    |                                    |                                    |
| Всього                             | Всього                             | 48,9%51,1%                         |                                    |                                    |
| 0 — 14 років                       | 0 — 14 років                       |                                    | 14,8%                              | 14,8%                              |
| 15 — 64 років                      | 15 — 64 років                      |                                    | 65,5%                              | 65,5%                              |
| 65 і більше                        | 65 і більше                        |                                    | 19,7%                              | 19,7%                              |
| 85 і більше                        | 85 і більше                        |                                    | 1,3%                               | 1,3%                               |
| Середній вік (років)               | Середній вік (років)               | 43,444,5                           | 44,0                               | 44,0                               |
| Медіана (років)                    | Медіана (років)                    | 48,748,2                           | 48,4                               | 48,4                               |
| — чоловіки — жінки                 |                                    |                                    |                                    |                                    |

| Походження мешканців:     | Походження мешканців:     | Походження мешканців: | Походження мешканців: | Походження мешканців: |
| ------------------------- | ------------------------- | --------------------- | --------------------- | --------------------- |
| Походження                |                           |                       | осіб                  | %                     |
| Корінні американці        | Корінні американці        |                       | 205                   | 18.22%                |
| Інше північноамериканське | Інше північноамериканське |                       | 605                   | 53.78%                |
| Європейське               | Європейське               |                       | 720                   | 64%                   |
| британське                | британське                |                       | 510                   | 45.33%                |
| французьке                | французьке                |                       | 440                   | 39.11%                |
| Азійське                  | Азійське                  |                       | 15                    | 1.33%                 |

| Зайнятість населення за галузями (за класифікацією NOC): | Зайнятість населення за галузями (за класифікацією NOC): | Зайнятість населення за галузями (за класифікацією NOC): | Зайнятість населення за галузями (за класифікацією NOC): | Зайнятість населення за галузями (за класифікацією NOC): |
| -------------------------------------------------------- | -------------------------------------------------------- | -------------------------------------------------------- | -------------------------------------------------------- | -------------------------------------------------------- |
|                                                          |                                                          |                                                          |                                                          |                                                          |
| Управління                                               | Управління                                               |                                                          | 3,3%                                                     | 3,3%                                                     |
| Бізнес, фінанси та адміністрування                       | Бізнес, фінанси та адміністрування                       |                                                          | 12,2%                                                    | 12,2%                                                    |
| Природничі та прикладні науки                            | Природничі та прикладні науки                            |                                                          | 1,6%                                                     | 1,6%                                                     |
| Охорона здоров'я                                         | Охорона здоров'я                                         |                                                          | 9,8%                                                     | 9,8%                                                     |
| Освіта, правозахист, муніципальні та урядові служби      | Освіта, правозахист, муніципальні та урядові служби      |                                                          | 7,3%                                                     | 7,3%                                                     |
| Роздрібна торгівля та послуги                            | Роздрібна торгівля та послуги                            |                                                          | 34,1%                                                    | 34,1%                                                    |
| Гуртова торгівля, транспорт та обладнання                | Гуртова торгівля, транспорт та обладнання                |                                                          | 22%                                                      | 22%                                                      |
| Природні ресурси, сільське господарство                  | Природні ресурси, сільське господарство                  |                                                          | 3,3%                                                     | 3,3%                                                     |
| Виробництво                                              | Виробництво                                              |                                                          | 5,7%                                                     | 5,7%                                                     |

## Клімат
Середня річна температура становить 4,8°C, середня максимальна – 23,5°C, а середня мінімальна – -17,1°C. Середня річна кількість опадів – 1 101 мм.
| Клімат поселення                              | Клімат поселення | Клімат поселення | Клімат поселення | Клімат поселення | Клімат поселення | Клімат поселення | Клімат поселення | Клімат поселення | Клімат поселення | Клімат поселення | Клімат поселення | Клімат поселення | Клімат поселення |
| Показник                                      | Січ.             | Лют.             | Бер.             | Квіт.            | Трав.            | Черв.            | Лип.             | Серп.            | Вер.             | Жовт.            | Лист.            | Груд.            |                  |
| Середній максимум, °C                         | −4,44            | −2,78            | 2,80             | 9,24             | 16,30            | 21,88            | 23,52            | 22,52            | 17,46            | 11,40            | 5,24             | −2,56            |                  |
| Середня температура, °C                       | −10,77           | −9,1             | −3,54            | 2,89             | 9,96             | 15,53            | 19,41            | 18,42            | 13,34            | 7,29             | 1,12             | −6,67            |                  |
| Середній мінімум, °C                          | −17,12           | −15,47           | −9,9             | −3,44            | 3,62             | 9,19             | 15,30            | 14,30            | 9,22             | 3,17             | −3,01            | −10,78           |                  |
| Норма опадів, мм                              | 93               | 72               | 89               | 84               | 99               | 89               | 102              | 92               | 86               | 97               | 100              | 98               |                  |
| Середньомісячна швидкість вітру, м/с          | 4.05             | 3.99             | 4.12             | 3.98             | 3.68             | 3.25             | 2.95             | 2.89             | 3.15             | 3.56             | 3.79             | 4.00             |                  |
| Середньомісячна сонячна радіація, кДж/м²·день | 5098             | 8516             | 12256            | 15350            | 18275            | 20225            | 19817            | 17409            | 12896            | 8091             | 4765             | 3876             |                  |
| --------------------------------------------- | ---------------- | ---------------- | ---------------- | ---------------- | ---------------- | ---------------- | ---------------- | ---------------- | ---------------- | ---------------- | ---------------- | ---------------- | ---------------- |
| Джерело:                                      |                  |                  |                  |                  |                  |                  |                  |                  |                  |                  |                  |                  |                  |